# Tanjung Lengkayap
Tanjung Lengkayap is een bestuurslaag in het regentschap Ogan Komering Ulu van de provincie Zuid-Sumatra, Indonesië. Tanjung Lengkayap telt 939 inwoners (volkstelling 2010).